# Campeonato Europeo de Baloncesto Masculino Sub-16 de 2017
El Campeonato Europeo de Baloncesto Masculino Sub-16 de 2017 fue la 31.ª edición del Campeonato Europeo de Baloncesto Masculino Sub-16. La competición tuvo lugar en la ciudad de Podgorica de Montenegro del 11 al 19 de agosto de 2017 y entregó cinco plazas al Campeonato Mundial de Baloncesto Sub-17 de 2018.

## Sedes
| Podgorica                     | Podgorica                        | PodgoricaPodgorica, sede del Campeonato Europeo de Baloncesto Masculino Sub-16 de 2017. |
| Morača Sports Center          | University Sports & Culture Hall | PodgoricaPodgorica, sede del Campeonato Europeo de Baloncesto Masculino Sub-16 de 2017. |
| Capacidad: 4.300 espectadores | Capacidad: 750 espectadores      | PodgoricaPodgorica, sede del Campeonato Europeo de Baloncesto Masculino Sub-16 de 2017. |
|                               |                                  | PodgoricaPodgorica, sede del Campeonato Europeo de Baloncesto Masculino Sub-16 de 2017. |

## Equipos participantes
- Croacia
- España
- Estonia
- Finlandia
- Francia
- Alemania
- Israel (2º)
- Italia
- Letonia
- Lituania
- Montenegro
- Serbia
- Eslovenia (3º)
- Rusia (1º)
- Suecia
- Turquía

## Árbitros
Los árbitros elegidos para dirigir los encuentros fueron:
- Lorenzo Baldini
- Fernando Calatrava
- Alexey Chudin
- Gentian Cici
- Chris Dodds
- Pavel Fuska
- Aleksandar Glišić
- Erez Gurion
- Haydn Jones
- Bojan Jovanić
- Apostolos Kalpakas
- Luka Kardum
- Mārtiņš Kozlovskis
- Vilius Mačiulaitis
- Aleksandar Milojević
- Uroš Nikolić
- Miguel Ángel Pérez Niz
- Anastasios Piloidis
- Alexander Romanov
- Andrei Sharapa
- Radomir Vojinović
- Yener Yılmaz
- Sergiy Zashchuk
- Ademir Zurapović

## Fase de grupos
En esta ronda, los 16 equipos están agrupados en cuatro grupos de cuatro equipos cada uno. Todos los equipos avanzan a la Fase Final.

### Grupo A
|   | Equipo   | Pts | PG | PP | PF  | PC  | Dif |
| - | -------- | --- | -- | -- | --- | --- | --- |
| 1 | Lituania | 5   | 2  | 1  | 187 | 160 | 27  |
| 2 | Israel   | 5   | 2  | 1  | 208 | 205 | 3   |
| 3 | Serbia   | 5   | 2  | 1  | 229 | 185 | 44  |
| 4 | Croacia  | 3   | 0  | 3  | 158 | 232 | −74 |

#### Partidos
| 11 de agosto de 2017, 16:00 | Lituania                                                    | 54–56                | Serbia                                             | |  |
|                             | Parciales: 19–8, 12–16, 11–17, 12–15                        |                      |                                                    | |  |
|                             | Estadísticas M. Blazevic 13 M. Blazevic 9 N. Pankratjevas 4 | Reporte Pts Reb Asts | Estadísticas 11 M. Pavicevic 8 D. Pazin 2 D. Pazin | Pabellón: Morača Sports Center, Podgorica Asistencia: 150 espectadores Árbitros: Miguel Ángel Pérez Niz Haydn Jones Apostolos Kalpakas |  |

| 11 de agosto de 2017, 18:15 | Israel                                           | 67–64                | Croacia                                            | |  |
|                             | Parciales: 25–14, 16–18, 13–20, 13–12            |                      |                                                    | |  |
|                             | Estadísticas R. Hayun 16 D. Avdija 9 D. Avdija 3 | Reporte Pts Reb Asts | Estadísticas 18 M. Rudan 10 V. Saric 5 R. Gizdavic | Pabellón: Morača Sports Center, Podgorica Asistencia: 120 espectadores Árbitros: Fernando Calatrava Alexey Chudin Andrei Sharapa |  |

| 12 de agosto de 2017, 13:45 | Serbia                                                 | 71–79                | Israel                                            | |  |
|                             | Parciales: 16–13, 13–24, 23–18, 19–24                  |                      |                                                   | |  |
|                             | Estadísticas D. Pazin 27 N. Popovic 6 S. Karapandzic 8 | Reporte Pts Reb Asts | Estadísticas 18 R. Hayun 15 D. Avdija 8 D. Avdija | Pabellón: University Sports & Culture Hall, Podgorica Asistencia: 100 espectadores Árbitros: Fernando Calatrava Chris Dodds Mārtiņš Kozlovskis |  |

| 12 de agosto de 2017, 16:00 | Croacia                                            | 42–63                | Lituania                                                     | |  |
|                             | Parciales: 10–12, 14–25, 11–15, 7–11               |                      |                                                              | |  |
|                             | Estadísticas M. Rudan 9 K. Lukacic 7 R. Gizdavic 3 | Reporte Pts Reb Asts | Estadísticas 16 M. Kancleris 13 M. Blazevic 4 L. Kreismontas | Pabellón: University Sports & Culture Hall, Podgorica Asistencia: 112 espectadores Árbitros: Anastasios Piloidis Aleksandar Milojević Yener Yılmaz |  |

| 13 de agosto de 2017, 13:45 | Lituania                                                     | 70–62                | Israel                                             | |  |
|                             | Parciales: 18–17, 13–18, 17–17, 22–10                        |                      |                                                    | |  |
|                             | Estadísticas L. Vaistaras 21 M. Blazevic 17 L. Kreismontas 4 | Reporte Pts Reb Asts | Estadísticas 22 D. Avdija 14 D. Avdija 4 D. Avdija | Pabellón: University Sports & Culture Hall, Podgorica Asistencia: 120 espectadores Árbitros: Anastasios Piloidis Alexander Romanov Sergiy Zashchuk |  |

| 13 de agosto de 2017, 18:15 | Croacia                                          | 52–102               | Serbia                                               | |  |
|                             | Parciales: 17–32, 10–23, 12–27, 13–20            |                      |                                                      | |  |
|                             | Estadísticas M. Bosnjak 12 M. Rudan 6 S. Rasic 5 | Reporte Pts Reb Asts | Estadísticas 23 D. Pazin 6 D. Pazin 7 S. Karapandzic | Pabellón: University Sports & Culture Hall, Podgorica Asistencia: 120 espectadores Árbitros: Miguel Ángel Pérez Niz Lorenzo Baldini Pavel Fuska |  |

### Grupo B
|   | Equipo    | Pts | PG | PP | PF  | PC  | Dif |
| - | --------- | --- | -- | -- | --- | --- | --- |
| 1 | Eslovenia | 6   | 3  | 0  | 197 | 166 | 31  |
| 2 | Alemania  | 5   | 2  | 1  | 209 | 177 | 32  |
| 3 | Turquía   | 4   | 1  | 2  | 206 | 224 | −18 |
| 4 | Finlandia | 3   | 0  | 3  | 170 | 215 | −45 |

#### Partidos
| 11 de agosto de 2017, 18:15 | Turquía                                                   | 65–87                | Alemania                                                 | |  |
|                             | Parciales: 18–24, 17–21, 14–14, 16–28                     |                      |                                                          | |  |
|                             | Estadísticas M. Kurtuldum 13 C. Kirciman 10 C. Kirciman 4 | Reporte Pts Reb Asts | Estadísticas 18 L. Van Slooten 7 M. Javernik 3 R. Caisin | Pabellón: University Sports & Culture Hall, Podgorica Asistencia: 100 espectadores Árbitros: Gentian Cici Mārtiņš Kozlovskis Uroš Nikolić |  |

| 11 de agosto de 2017, 20:30 | Eslovenia                                      | 65–53                | Finlandia                                               | |  |
|                             | Parciales: 20–18, 13–16, 21–8, 11–11           |                      |                                                         | |  |
|                             | Estadísticas G. Glas 22 G. Glas 7 R. Radovic 4 | Reporte Pts Reb Asts | Estadísticas 20 M. Amzil 11 E. Sajantila 2 E. Sajantila | Pabellón: University Sports & Culture Hall, Podgorica Asistencia: 100 espectadores Árbitros: Lorenzo Baldini Chris Dodds Aleksandar Milojević |  |

| 12 de agosto de 2017, 16:00 | Alemania                                           | 56–68                | Eslovenia                                        | |  |
|                             | Parciales: 14–21, 12–20, 8–12, 22–15               |                      |                                                  | |  |
|                             | Estadísticas R. Caisin 15 R. Caisin 10 L. Herzog 5 | Reporte Pts Reb Asts | Estadísticas 21 Z. Samar 7 R. Radovic 4 Z. Samar | Pabellón: Morača Sports Center, Podgorica Asistencia: 150 espectadores Árbitros: Miguel Ángel Pérez Niz Pavel Fuska Erez Gurion |  |

| 12 de agosto de 2017, 18:15 | Finlandia                                         | 73–84                | Turquía                                                 | |  |
|                             | Parciales: 16–27, 16–23, 12–16, 29–18             |                      |                                                         | |  |
|                             | Estadísticas M. Amzil 10 T. Exaucia 10 M. Amzil 2 | Reporte Pts Reb Asts | Estadísticas 19 M. Kurtuldum 7 I. Karabilen 5 K. Ozturk | Pabellón: Morača Sports Center, Podgorica Asistencia: 150 espectadores Árbitros: Aleksandar Glišić Alexey Chudin Vilius Mačiulaitis |  |

| 13 de agosto de 2017, 13:45 | Finlandia                                          | 44–66                | Alemania                                             | |  |
|                             | Parciales: 6–21, 19–16, 13–18, 6–11                |                      |                                                      | |  |
|                             | Estadísticas T. Exaucia 10 T. Exaucia 7 M. Amzil 1 | Reporte Pts Reb Asts | Estadísticas 14 T. Lanmuller 6 J. George 4 L. Herzog | Pabellón: Morača Sports Center, Podgorica Asistencia: 50 espectadores Árbitros: Bojan Jovanić Uroš Nikolić Radomir Vojinović |  |

| 13 de agosto de 2017, 20:30 | Turquía                                              | 57–64                | Eslovenia                                           | |  |
|                             | Parciales: 14–20, 15–7, 5–16, 23–21                  |                      |                                                     | |  |
|                             | Estadísticas M. Kurtuldum 12 T. Sezgun 6 K. Ozturk 3 | Reporte Pts Reb Asts | Estadísticas 25 R. Radovic 13 R. Radovic 5 Z. Samar | Pabellón: University Sports & Culture Hall, Podgorica Asistencia: 115 espectadores Árbitros: Aleksandar Glišić Mārtiņš Kozlovskis Andrei Sharapa |  |

### Grupo C
|   | Equipo  | Pts | PG | PP | PF  | PC  | Dif |
| - | ------- | --- | -- | -- | --- | --- | --- |
| 1 | Francia | 6   | 3  | 0  | 205 | 179 | 26  |
| 2 | Italia  | 5   | 2  | 1  | 215 | 185 | 30  |
| 3 | Rusia   | 4   | 1  | 2  | 192 | 220 | −28 |
| 4 | Estonia | 3   | 0  | 3  | 194 | 222 | −28 |

#### Partidos
| 11 de agosto de 2017, 13:45 | Estonia                                           | 71–74                | Rusia                                                           | |  |
|                             | Parciales: 18–17, 11–25, 25–22, 17–10             |                      |                                                                 | |  |
|                             | Estadísticas K. Kriisa 30 K. Lootus 7 K. Kriisa 2 | Reporte Pts Reb Asts | Estadísticas 13 D. Kadoshnikov 10 D. Kadoshnikov 5 V. Markovich | Pabellón: University Sports & Culture Hall, Podgorica Asistencia: 100 espectadores Árbitros: Radomir Vojinović Pavel Fuska Yener Yılmaz |  |

| 11 de agosto de 2017, 16:00 | Francia                                          | 64–59                | Italia                                             | |  |
|                             | Parciales: 21–9, 10–18, 19–16, 14–16             |                      |                                                    | |  |
|                             | Estadísticas K. Hayes 15 T. Maledon 9 K. Hayes 5 | Reporte Pts Reb Asts | Estadísticas 15 N. Mannion 5 S. Grant 7 N. Mannion | Pabellón: University Sports & Culture Hall, Podgorica Asistencia: 100 espectadores Árbitros: Aleksandar Glišić Luka Kardum Sergiy Zashchuk |  |

| 12 de agosto de 2017, 13:45 | Rusia                                                   | 61–63                | Francia                                           | |  |
|                             | Parciales: 18–12, 11–20, 19–13, 13–18                   |                      |                                                   | |  |
|                             | Estadísticas D. Kovalev 14 P. Zakharov 7 V. Markovich 7 | Reporte Pts Reb Asts | Estadísticas 18 K. Hayes 9 D. Batcho 4 T. Maledon | Pabellón: Morača Sports Center, Podgorica Asistencia: 50 espectadores Árbitros: Radomir Vojinović Haydn Jones Uroš Nikolić |  |

| 12 de agosto de 2017, 20:30 | Italia                                            | 70–64                | Estonia                                             | |  |
|                             | Parciales: 14–18, 20–16, 20–13, 19–17             |                      |                                                     | |  |
|                             | Estadísticas S. Grant 17 N. Mannion 7 M. Schina 4 | Reporte Pts Reb Asts | Estadísticas 12 K. Lootus 10 J. Riismaa 4 K. Kriisa | Pabellón: University Sports & Culture Hall, Podgorica Asistencia: 50 espectadores Árbitros: Ademir Zurapović Apostolos Kalpakas Luka Kardum |  |

| 13 de agosto de 2017, 16:00 | Francia                                             | 78–59                | Estonia                                          | |  |
|                             | Parciales: 17–9, 17–17, 25–19, 19–14                |                      |                                                  | |  |
|                             | Estadísticas K. Hayes 17 E. Miyem Nwal 6 K. Hayes 5 | Reporte Pts Reb Asts | Estadísticas 20 K. Kitsing 6 R. Pehka 3 R. Pehka | Pabellón: Morača Sports Center, Podgorica Asistencia: 50 espectadores Árbitros: Gentian Cici Apostolos Kalpakas Yener Yılmaz |  |

| 13 de agosto de 2017, 18:15 | Rusia                                                    | 57–86                | Italia                                               | |  |
|                             | Parciales: 17–23, 8–22, 13–23, 19–18                     |                      |                                                      | |  |
|                             | Estadísticas P. Zakharov 14 P. Zakharov 9 V. Markovich 3 | Reporte Pts Reb Asts | Estadísticas 42 N. Mannion 12 L. Donadio 5 M. Schina | Pabellón: Morača Sports Center, Podgorica Asistencia: 250 espectadores Árbitros: Aleksandar Milojević Luka Kardum Vilius Mačiulaitis |  |

### Grupo D
|   | Equipo     | Pts | PG | PP | PF  | PC  | Dif |
| - | ---------- | --- | -- | -- | --- | --- | --- |
| 1 | España     | 5   | 2  | 1  | 280 | 211 | 69  |
| 2 | Letonia    | 5   | 2  | 1  | 208 | 205 | 3   |
| 3 | Montenegro | 5   | 2  | 1  | 220 | 201 | 19  |
| 4 | Suecia     | 3   | 0  | 3  | 157 | 248 | −91 |

#### Partidos
| 11 de agosto de 2017, 13:45 | España                                                 | 91–70                | Letonia                                         | |  |
|                             | Parciales: 21–15, 18–12, 30–18, 22–25                  |                      |                                                 | |  |
|                             | Estadísticas J. Pradilla 20 J. Pradilla 14 S. Aldama 6 | Reporte Pts Reb Asts | Estadísticas 23 K. Kilps 7 K. Kilps 4 V. Vucins | Pabellón: Morača Sports Center, Podgorica Asistencia: 150 espectadores Árbitros: Ademir Zurapović Bojan Jovanić Alexander Romanov |  |

| 11 de agosto de 2017, 20:30 | Suecia                                                | 45–77                | Montenegro                                                | |  |
|                             | Parciales: 8–22, 12–17, 16–15, 9–23                   |                      |                                                           | |  |
|                             | Estadísticas P. Larsson 11 P. Larsson 7 J. Ahlstedt 3 | Reporte Pts Reb Asts | Estadísticas 16 S. Vlahovic 10 B. Tomasevic 5 D. Marsenic | Pabellón: Morača Sports Center, Podgorica Asistencia: 790 espectadores Árbitros: Anastasios Piloidis Erez Gurion Vilius Mačiulaitis |  |

| 12 de agosto de 2017, 18:15 | Letonia                                              | 58–48                | Suecia                                                 | |  |
|                             | Parciales: 18–12, 13–7, 11–15, 16–14                 |                      |                                                        | |  |
|                             | Estadísticas O. Berzins 14 D. Gersons 9 O. Berzins 3 | Reporte Pts Reb Asts | Estadísticas 10 A. Brzezisnki 10 E. Kall 2 E. Hortlund | Pabellón: University Sports & Culture Hall, Podgorica Asistencia: 110 espectadores Árbitros: Sergiy Zashchuk Bojan Jovanić Alexander Romanov |  |

| 12 de agosto de 2017, 20:30 | Montenegro                                            | 77–76                | España                                                | |  |
|                             | Parciales: 14–20, 14–24, 32–9, 17–23                  |                      |                                                       | |  |
|                             | Estadísticas S. Vlahovic 20 V. Vujisic 9 J. Kljajic 8 | Reporte Pts Reb Asts | Estadísticas 18 S. Aldama 10 B. Fernández 3 M. García | Pabellón: Morača Sports Center, Podgorica Asistencia: 1.250 espectadores Árbitros: Lorenzo Baldini Gentian Cici Andrei Sharapa |  |

| 13 de agosto de 2017, 16:00 | España                                                 | 113–64               | Suecia                                                 | |  |
|                             | Parciales: 28–11, 32–22, 27–14, 26–17                  |                      |                                                        | |  |
|                             | Estadísticas J. Pradilla 26 J. Pradilla 13 J. García 7 | Reporte Pts Reb Asts | Estadísticas 12 P. Larsson 6 D. George 2 A. Brzezinski | Pabellón: University Sports & Culture Hall, Podgorica Asistencia: 70 espectadores Árbitros: Erez Gurion Alexey Chudin Haydn Jones |  |

| 13 de agosto de 2017, 20:30 | Montenegro                                                 | 66–80                                 | Letonia                                              | |  |
| 20:30                       | Parciales: 18–14, 17–18, 15–16, 16–32                      | Parciales: 18–14, 17–18, 15–16, 16–32 | Parciales: 18–14, 17–18, 15–16, 16–32                | |  |
|                             | Estadísticas B. Tomasevic 13 B. Tomasevic 10 S. Vlahovic 3 | Reporte Pts Reb Asts                  | Estadísticas 29 R. Berzins 13 R. Macoha 2 O. Berzins | Pabellón: Morača Sports Center, Podgorica Asistencia: 1.150 espectadores Árbitros: Ademir Zurapović Fernando Calatrava Chris Dodds |  |

## Fase final

### Cuadro final
|  | Octavos de final | Octavos de final |            |          | Cuartos de final | Cuartos de final |  |            | Semifinales  | Semifinales  |        |              | Final        | Final        |  |
|  | 15 de agosto     | 15 de agosto     |            |          | 16 de agosto     | 16 de agosto     |  |            | 18 de agosto | 18 de agosto |        |              | 19 de agosto | 19 de agosto |  |
|  |                  |                  |            |          |                  |                  |  |            |              |              |        |              |              |              |  |
|  |                  |                  |            |          |                  |                  |  |            |              |              |        |              |              |              |  |
|  | Lituania         | 70               |            |          |                  |                  |  |            |              |              |        |              |              |              |  |
|  | Lituania         | 70               |            |          |                  |                  |  |            |              |              |        |              |              |              |  |
|  | Finlandia        | 58               |            |          |                  |                  |  |            |              |              |        |              |              |              |  |
|  | Finlandia        | 58               |            | Lituania | 74               |                  |  |            |              |              |        |              |              |              |  |
|  |                  |                  |            | Lituania | 74               |                  |  |            |              |              |        |              |              |              |  |
|  |                  |                  | Montenegro | 80       |                  |                  |  |            |              |              |        |              |              |              |  |
|  | Italia           | 47               | Montenegro | 80       |                  |                  |  |            |              |              |        |              |              |              |  |
|  | Italia           | 47               |            |          |                  |                  |  |            |              |              |        |              |              |              |  |
|  | Montenegro       | 68               |            |          |                  |                  |  |            |              |              |        |              |              |              |  |
|  | Montenegro       | 68               |            |          |                  |                  |  | Montenegro | 73           |              |        |              |              |              |  |
|  |                  |                  |            |          |                  |                  |  | Montenegro | 73           |              |        |              |              |              |  |
|  |                  |                  | Serbia     | 66       |                  |                  |  |            |              |              |        |              |              |              |  |
|  | Alemania         | 55               | Serbia     | 66       |                  |                  |  |            |              |              |        |              |              |              |  |
|  | Alemania         | 55               |            |          |                  |                  |  |            |              |              |        |              |              |              |  |
|  | Serbia           | 59               |            |          |                  |                  |  |            |              |              |        |              |              |              |  |
|  | Serbia           | 59               |            | Serbia   | 82               |                  |  |            |              |              |        |              |              |              |  |
|  |                  |                  |            | Serbia   | 82               |                  |  |            |              |              |        |              |              |              |  |
|  |                  |                  | España     | 73       |                  |                  |  |            |              |              |        |              |              |              |  |
|  | España           | 59               | España     | 73       |                  |                  |  |            |              |              |        |              |              |              |  |
|  | España           | 59               |            |          |                  |                  |  |            |              |              |        |              |              |              |  |
|  | Estonia          | 54               |            |          |                  |                  |  |            |              |              |        |              |              |              |  |
|  | Estonia          | 54               |            |          |                  |                  |  |            |              |              |        | Montenegro   | 68           |              |  |
|  |                  |                  |            |          |                  |                  |  |            |              |              |        | Montenegro   | 68           |              |  |
|  |                  |                  | Francia    | 75       |                  |                  |  |            |              |              |        |              |              |              |  |
|  | Israel           | 66               | Francia    | 75       |                  |                  |  |            |              |              |        |              |              |              |  |
|  | Israel           | 66               |            |          |                  |                  |  |            |              |              |        |              |              |              |  |
|  | Turquía          | 89               |            |          |                  |                  |  |            |              |              |        |              |              |              |  |
|  | Turquía          | 89               |            | Turquía  | 76               |                  |  |            |              |              |        |              |              |              |  |
|  |                  |                  |            | Turquía  | 76               |                  |  |            |              |              |        |              |              |              |  |
|  |                  |                  | Francia    | 80       |                  |                  |  |            |              |              |        |              |              |              |  |
|  | Francia          | 73               | Francia    | 80       |                  |                  |  |            |              |              |        |              |              |              |  |
|  | Francia          | 73               |            |          |                  |                  |  |            |              |              |        |              |              |              |  |
|  | Suecia           | 68               |            |          |                  |                  |  |            |              |              |        |              |              |              |  |
|  | Suecia           | 68               |            |          |                  |                  |  | Francia    | 83           |              |        |              |              |              |  |
|  |                  |                  |            |          |                  |                  |  | Francia    | 83           |              |        |              |              |              |  |
|  |                  |                  | Croacia    | 60       |                  |                  |  |            |              |              |        |              |              |              |  |
|  | Eslovenia        | 65               | Croacia    | 60       |                  |                  |  |            |              |              |        |              |              |              |  |
|  | Eslovenia        | 65               |            |          |                  |                  |  |            |              |              |        |              |              |              |  |
|  | Croacia          | 76               |            |          |                  |                  |  |            |              |              |        |              |              |              |  |
|  | Croacia          | 76               |            | Croacia  | 71               |                  |  |            |              |              |        | Tercer lugar | Tercer lugar |              |  |
|  |                  |                  |            | Croacia  | 71               |                  |  |            |              |              |        | Tercer lugar | Tercer lugar |              |  |
|  |                  |                  | Letonia    | 69       |                  |                  |  |            |              |              |        |              |              |              |  |
|  | Letonia          | 84               | Letonia    | 69       |                  |                  |  |            |              |              | Serbia | 76           |              |              |  |
|  | Letonia          | 84               |            |          |                  |                  |  |            |              |              | Serbia | 76           |              |              |  |
|  | Rusia            | 81               |            |          |                  |                  |  |            |              |              |        |              | Croacia      | 71           |  |
|  | Rusia            | 81               |            |          |                  |                  |  |            |              |              |        |              | Croacia      | 71           |  |
|  |                  |                  |            |          |                  |                  |  |            |              |              |        |              |              |              |  |

#### Octavos de final
| 15 de agosto de 2017, 13:45 | Alemania                                                  | 55–59                | Serbia                                                      | |  |
|                             | Parciales: 15–17, 14–16, 12–14, 14–12                     |                      |                                                             | |  |
|                             | Estadísticas L. Van Slooten 13 A. Hukporti 14 F. Wagner 1 | Reporte Pts Reb Asts | Estadísticas 18 A. Langovic 20 A. Langovic 6 S. Karapandzic | Pabellón: University Sports & Culture Hall, Podgorica Asistencia: 111 espectadores Árbitros: Fernando Calatrava Chris Dodds Andrei Sharapa |  |

| 15 de agosto de 2017, 13:45 | Letonia                                             | 84–81                | Rusia                                                       |                                                                                                  |  |
|                             | Parciales: 15–14, 18–25, 16–18, 22–14 (T.E.: 13–10) |                      |                                                             |                                                                                                  |  |
|                             | Estadísticas K. Kilps 22 K. Kilps 11 E. Krumins 3   | Reporte Pts Reb Asts | Estadísticas 20 D. Kovalev 13 D. Kadoshnikov 5 V. Markovich | Pabellón: Sports Center Moraca, Podgorica Árbitros: Aleksandar Glišić Gentian Cici Bojan Jovanić |  |

| 15 de agosto de 2017, 16:00 | Eslovenia                                         | 65–76                | Croacia                                         | |  |
|                             | Parciales: 15–21, 21–15, 11–20, 18–20             |                      |                                                 | |  |
|                             | Estadísticas G. Glas 22 R. Radovic 7 R. Radovic 4 | Reporte Pts Reb Asts | Estadísticas 23 M. Rudan 10 V. Saric 5 M. Rudan | Pabellón: Sports Center Moraca, Podgorica Asistencia: 150 espectadores Árbitros: Anastasios Piloidis Erez Gurion Mārtiņš Kozlovskis |  |

| 15 de agosto de 2017, 16:00 | España                                              | 59–54                | Estonia                                             | |  |
|                             | Parciales: 18–6, 11–11, 12–23, 18–14                |                      |                                                     | |  |
|                             | Estadísticas S. Aldama 13 G. Dike 10 B. Fernandez 3 | Reporte Pts Reb Asts | Estadísticas 15 K. Kitsing 11 K. Kriisa 3 K. Kriisa | Pabellón: University Sports & Culture Hall, Podgorica Asistencia: 112 espectadores Árbitros: Aleksandar Milojević Alexey Chudin Haydn Jones |  |

| 15 de agosto de 2017, 18:15 | Lituania                                                   | 70–58                | Finlandia                                            | |  |
|                             | Parciales: 19–11, 15–13, 15–20, 21–14                      |                      |                                                      | |  |
|                             | Estadísticas M. Blazevic 22 L. Vaistaras 10 L. Vaistaras 4 | Reporte Pts Reb Asts | Estadísticas 12 M. Amzil 9 M. Amzil 2 E. Hannikainen | Pabellón: Sports Center Moraca, Podgorica Asistencia: 150 espectadores Árbitros: Radomir Vojinović Apostolos Kalpakas Alexander Romanov |  |

| 15 de agosto de 2017, 18:15 | Israel                                           | 66–89                | Turquía                                                  | |  |
|                             | Parciales: 16–27, 13–19, 19–23, 18–20            |                      |                                                          | |  |
|                             | Estadísticas R. Hayun 14 Y. Melamed 8 E. Fogel 5 | Reporte Pts Reb Asts | Estadísticas 22 M. Kurtuldum 15 I. Karabilen 10 O. Kucuk | Pabellón: University Sports & Culture Hall, Podgorica Asistencia: 120 espectadores Árbitros: Lorenzo Baldini Luka Kardum Vilius Mačiulaitis |  |

| 15 de agosto de 2017, 20:30 | Francia                                          | 73–68                | Suecia                                                 | |  |
|                             | Parciales: 16–20, 13–12, 23–21, 21–15            |                      |                                                        | |  |
|                             | Estadísticas T. Crusol 23 K. Hayes 9 K. Hayes 13 | Reporte Pts Reb Asts | Estadísticas 18 H. Bergstrom 12 E. Kall 5 H. Bergstrom | Pabellón: University Sports & Culture Hall, Podgorica Asistencia: 90 espectadores Árbitros: Ademir Zurapović Pavel Fuska Uroš Nikolić |  |

| 15 de agosto de 2017, 20:30 | Italia                                                | 47–68                | Montenegro                                              | |  |
|                             | Parciales: 19–18, 12–16, 6–10, 10–24                  |                      |                                                         | |  |
|                             | Estadísticas N. Mannion 13 L. Donadio 11 N. Mannion 3 | Reporte Pts Reb Asts | Estadísticas 18 S. Vlahovic 11 V. Vujisic 3 D. Marsenic | Pabellón: Sports Center Moraca, Podgorica Asistencia: 2.150 espectadores Árbitros: Miguel Ángel Pérez Niz Yener Yılmaz Sergiy Zashchuk |  |

#### Cuartos de final
| 16 de agosto de 2017, 13:45 | Croacia                                           | 71–69                | Letonia                                            | |  |
|                             | Parciales: 16–25, 18–12, 20–15, 17–17             |                      |                                                    | |  |
|                             | Estadísticas M. Rudan 22 V. Saric 9 R. Gizdavic 4 | Reporte Pts Reb Asts | Estadísticas 14 O. Berzins 6 K. Kilps 5 O. Berzins | Pabellón: Sports Center Moraca, Podgorica Asistencia: 100 espectadores Árbitros: Gentian Cici Aleksandar Milojević Yener Yılmaz |  |

| 16 de agosto de 2017, 16:00 | Serbia                                                        | 82–73                | España                                         | |  |
|                             | Parciales: 20–11, 19–22, 26–15, 17–25                         |                      |                                                | |  |
|                             | Estadísticas S. Karapandzic 24 A. Langovic 9 S. Karapandzic 5 | Reporte Pts Reb Asts | Estadísticas 20 G. Dike 15 G. Dike 5 J. García | Pabellón: Sports Center Moraca, Podgorica Asistencia: 280 espectadores Árbitros: Lorenzo Baldini Apostolos Kalpakas Mārtiņš Kozlovskis |  |

| 16 de agosto de 2017, 18:15 | Turquía                                           | 76–80                | Francia                                            | |  |
|                             | Parciales: 15–24, 18–22, 22–18, 21–16             |                      |                                                    | |  |
|                             | Estadísticas A. Cete 26 I. Karabilen 7 O. Kucuk 3 | Reporte Pts Reb Asts | Estadísticas 18 T. Maledon 9 K. Hayes 7 T. Maledon | Pabellón: Sports Center Moraca, Podgorica Asistencia: 450 espectadores Árbitros: Aleksandar Glišić Andrei Sharapa Sergiy Zashchuk |  |

| 16 de agosto de 2017, 20:30 | Lituania                                                     | 74–80                | Montenegro                                               | |  |
|                             | Parciales: 20–19, 13–16, 17–25, 24–20                        |                      |                                                          | |  |
|                             | Estadísticas L. Kreismontas 21 M. Blazevic 11 M. Kancleris 3 | Reporte Pts Reb Asts | Estadísticas 21 J. Kljajic 9 B. Tomasevic 4 B. Tomasevic | Pabellón: Sports Center Moraca, Podgorica Asistencia: 2.300 espectadores Árbitros: Anastasios Piloidis Fernando Calatrava Erez Gurion |  |

#### Semifinales
| 18 de agosto de 2017, 18:15 | Francia                                        | 83–60                | Croacia                                           | |  |
|                             | Parciales: 13–15, 25–9, 23–17, 22–19           |                      |                                                   | |  |
|                             | Estadísticas K. Hayes 20 K. Hayes 8 K. Hayes 5 | Reporte Pts Reb Asts | Estadísticas 25 M. Rudan 8 M. Rudan 3 R. Gizdavic | Pabellón: Sports Center Moraca, Podgorica Asistencia: 250 espectadores Árbitros: Gentian Cici Andrei Sharapa Yener Yılmaz |  |

| 18 de agosto de 2017, 20:30 | Montenegro                                               | 73–66                | Serbia                                                 | |  |
|                             | Parciales: 20–21, 18–10, 22–15, 13–20                    |                      |                                                        | |  |
|                             | Estadísticas S. Vlahovic 21 B. Tomasevic 15 J. Kljajic 4 | Reporte Pts Reb Asts | Estadísticas 18 D. Pazin 8 N. Popovic 8 S. Karapandzic | Pabellón: Sports Center Moraca, Podgorica Asistencia: 2.300 espectadores Árbitros: Miguel Ángel Pérez Niz Apostolos Kalpakas Sergiy Zashchuk |  |

#### Partido por la medalla de bronce
| 19 de agosto de 2017, 18:15 | Serbia                                              | 76–71                | Croacia                                             | |  |
|                             | Parciales: 21–11, 20–22, 13–24, 22–14               |                      |                                                     | |  |
|                             | Estadísticas D. Pazin 22 D. Tanaskovic 9 D. Pazin 3 | Reporte Pts Reb Asts | Estadísticas 16 R. Gizdavic 7 V. Saric 7 K. Lukacic | Pabellón: Sports Center Moraca, Podgorica Asistencia: 250 espectadores Árbitros: Fernando Calatrava Erez Gurion Mārtiņš Kozlovskis |  |

#### Final
| 19 de agosto de 2017, 20:30 | Montenegro                                             | 68–75                | Francia                                          | |  |
|                             | Parciales: 14–28, 20–17, 18–11, 16–19                  |                      |                                                  | |  |
|                             | Estadísticas B. Tomasevic 20 J. Kljajic 7 J. Kljajic 6 | Reporte Pts Reb Asts | Estadísticas 21 K. Hayes 8 K. Hayes 4 T. Maledon | Pabellón: Sports Center Moraca, Podgorica Asistencia: 4.500 espectadores Árbitros: Miguel Ángel Pérez Niz Gentian Cici Yener Yılmaz |  |

### Cuadro por el 5º-8º lugar
|  | Semifinales 5º-8º | Semifinales 5º-8º |         |          | Partido 5º lugar | Partido 5º lugar |  |
|  | 18 de agosto      | 18 de agosto      |         |          | 19 de agosto     | 19 de agosto     |  |
|  |                   |                   |         |          |                  |                  |  |
|  |                   |                   |         |          |                  |                  |  |
|  | Lituania          | 92                |         |          |                  |                  |  |
|  | Lituania          | 92                |         |          |                  |                  |  |
|  | España            | 80                |         |          |                  |                  |  |
|  | España            | 80                |         | Lituania | 62               |                  |  |
|  |                   |                   |         | Lituania | 62               |                  |  |
|  |                   |                   | Turquía | 80       |                  |                  |  |
|  | Turquía           | 79                | Turquía | 80       |                  |                  |  |
|  | Turquía           | 79                |         |          |                  |                  |  |
|  | Letonia           | 73                |         |          | Partido 7º lugar | Partido 7º lugar |  |
|  | Letonia           | 73                |         |          | Partido 7º lugar | Partido 7º lugar |  |
|  |                   |                   |         |          |                  |                  |  |
|  |                   |                   |         |          | España           | 95               |  |
|  |                   |                   |         |          | España           | 95               |  |
|  |                   |                   |         |          | Letonia          | 77               |  |
|  |                   |                   |         |          | Letonia          | 77               |  |
|  |                   |                   |         |          |                  |                  |  |

#### Semifinales del 5º–8º lugar
| 18 de agosto de 2017, 13:45 | Lituania                                                       | 92–80                | España                                               | |  |
|                             | Parciales: 15–18, 23–11, 31–13, 23–38                          |                      |                                                      | |  |
|                             | Estadísticas L. Kreismontas 18 M. Blazevic 9 N. Pankratjevas 7 | Reporte Pts Reb Asts | Estadísticas 20 J. Pradilla 8 S. Aldama 4 P. Carreno | Pabellón: Sports Center Moraca, Podgorica Asistencia: 150 espectadores Árbitros: Aleksandar Glišić Erez Gurion Aleksandar Milojević |  |

| 18 de agosto de 2017, 16:00 | Turquía                                              | 79–73                | Letonia                                                  | |  |
|                             | Parciales: 6–17, 26–26, 25–12, 22–18                 |                      |                                                          | |  |
|                             | Estadísticas O. Kucuk 13 I. Karabilen 10 K. Ozturk 5 | Reporte Pts Reb Asts | Estadísticas 22 R. Berzins 8 K. Strautmanis 3 O. Berzins | Pabellón: Sports Center Moraca, Podgorica Asistencia: 150 espectadores Árbitros: Anastasios Piloidis Luka Kardum Uroš Nikolić |  |

#### Partido por el 7º lugar
| 19 de agosto de 2017, 16:00 | España                                                   | 95–77                | Letonia                                                  | |  |
|                             | Parciales: 25–14, 20–16, 23–24, 27–23                    |                      |                                                          | |  |
|                             | Estadísticas J. Pradilla 24 J. Pradilla 11 J. Pradilla 4 | Reporte Pts Reb Asts | Estadísticas 20 R. Berzins 7 K. Strautmanis 2 O. Berzins | Pabellón: University Sports & Culture Hall, Podgorica Asistencia: 50 espectadores Árbitros: Ademir Zurapović Lorenzo Baldini Alexander Romanov |  |

#### Partido por el 5º lugar
| 19 de agosto de 2017, 18:15 | Lituania                                                 | 62–80                | Turquía                                              | |  |
|                             | Parciales: 13–20, 23–24, 7–20, 19–16                     |                      |                                                      | |  |
|                             | Estadísticas M. Blazevic 19 M. Kancleris 9 M. Blazevic 2 | Reporte Pts Reb Asts | Estadísticas 18 T. Sezgun 6 I. Karabilen 5 K. Ozturk | Pabellón: University Sports & Culture Hall, Podgorica Asistencia: 150 espectadores Árbitros: Anastasios Piloidis Aleksandar Milojević Sergiy Zashchuk |  |

### Cuadro por el 9º-16º lugar
|  | Partido 13º lugar | Partido 13º lugar |              |           | Semifinales 13º-16º | Semifinales 13º-16º |              |              | Cuartos de final 9º-16º | Cuartos de final 9º-16º |        |        | Semifinales 9º-12º | Semifinales 9º-12º |  |  | Partido 9º lugar | Partido 9º lugar |
|  |                   |                   |              |           |                     |                     |              |              |                         |                         |        |        |                    |                    |  |  |                  |                  |
|  |                   |                   |              |           |                     |                     |              |              | 16 de agosto            |                         |        |        |                    |                    |  |  |                  |                  |
|  |                   |                   |              |           |                     |                     |              |              |                         |                         |        |        |                    |                    |  |  |                  |                  |
|  | 19 de agosto      | 19 de agosto      |              |           | 18 de agosto        | 18 de agosto        |              |              | Finlandia               | 49                      |        |        | 18 de agosto       | 18 de agosto       |  |  | 19 de agosto     | 19 de agosto     |
|  | 19 de agosto      | 19 de agosto      |              |           | 18 de agosto        | 18 de agosto        |              |              | Finlandia               | 49                      |        |        | 18 de agosto       | 18 de agosto       |  |  | 19 de agosto     | 19 de agosto     |
|  | 19 de agosto      | 19 de agosto      |              |           | 18 de agosto        | 18 de agosto        | Italia       | 65           |                         |                         |        |        | 18 de agosto       | 18 de agosto       |  |  | 19 de agosto     | 19 de agosto     |
|  | 19 de agosto      | 19 de agosto      |              | Finlandia | 62                  |                     | Italia       | 65           |                         |                         |        | Italia | 65                 |                    |  |  | 19 de agosto     | 19 de agosto     |
|  | 19 de agosto      | 19 de agosto      | 16 de agosto | Finlandia | 62                  |                     |              |              |                         |                         |        | Italia | 65                 |                    |  |  | 19 de agosto     | 19 de agosto     |
|  | 19 de agosto      | 19 de agosto      |              |           | Alemania            | 75                  |              |              | Estonia                 | 53                      |        |        |                    |                    |  |  | 19 de agosto     | 19 de agosto     |
|  | 19 de agosto      | 19 de agosto      | Alemania     | 61        | Alemania            | 75                  |              |              | Estonia                 | 53                      |        |        |                    |                    |  |  | 19 de agosto     | 19 de agosto     |
|  | 19 de agosto      | 19 de agosto      | Alemania     | 61        |                     |                     |              |              |                         |                         |        |        |                    |                    |  |  | 19 de agosto     | 19 de agosto     |
|  | 19 de agosto      | 19 de agosto      |              |           | Estonia             | 68                  |              |              |                         |                         |        |        |                    |                    |  |  | 19 de agosto     | 19 de agosto     |
|  | Alemania          | 77                |              |           | Estonia             | 68                  | Italia       | 73           |                         |                         |        |        |                    |                    |  |  |                  |                  |
|  | Alemania          | 77                | 16 de agosto |           |                     |                     | Italia       | 73           |                         |                         |        |        |                    |                    |  |  |                  |                  |
|  | Suecia            | 44                |              |           | Eslovenia           | 47                  |              |              |                         |                         |        |        |                    |                    |  |  |                  |                  |
|  | Suecia            | 44                | Israel       | 74        | Eslovenia           | 47                  |              |              |                         |                         |        |        |                    |                    |  |  |                  |                  |
|  |                   |                   | Israel       | 74        | 18 de agosto        | 18 de agosto        | 18 de agosto | 18 de agosto |                         |                         |        |        |                    |                    |  |  |                  |                  |
|  |                   |                   | Suecia       | 66        | 18 de agosto        | 18 de agosto        | 18 de agosto | 18 de agosto |                         |                         |        |        |                    |                    |  |  |                  |                  |
|  | Partido 15º lugar | Partido 15º lugar | Suecia       | 66        | Suecia              | 79                  |              |              |                         |                         | Israel | 59     | Partido 11º lugar  | Partido 11º lugar  |  |  |                  |                  |
|  | Partido 15º lugar | Partido 15º lugar | 16 de agosto |           | Suecia              | 79                  |              |              |                         |                         | Israel | 59     | Partido 11º lugar  | Partido 11º lugar  |  |  |                  |                  |
|  | 19 de agosto      | 19 de agosto      |              |           | Rusia               | 76                  |              |              | Eslovenia               | 70                      |        |        | 19 de agosto       | 19 de agosto       |  |  |                  |                  |
|  | Finlandia         | 69                | Eslovenia    | 78        | Rusia               | 76                  | Estonia      | 78           | Eslovenia               | 70                      |        |        |                    |                    |  |  |                  |                  |
|  | Finlandia         | 69                | Eslovenia    | 78        |                     |                     | Estonia      | 78           |                         |                         |        |        |                    |                    |  |  |                  |                  |
|  | Rusia             | 65                |              |           | Rusia               | 54                  |              |              | Israel                  | 85                      |        |        |                    |                    |  |  |                  |                  |

#### Cuartos de final del 9º–16º lugar
| 16 de agosto de 2017, 13:45 | Eslovenia                                           | 78–54                | Rusia                                                 | |  |
|                             | Parciales: 13–13, 23–15, 20–12, 22–14               |                      |                                                       | |  |
|                             | Estadísticas Z. Samar 17 K. Smrekar 10 R. Radovic 3 | Reporte Pts Reb Asts | Estadísticas 12 D. Kovalev 6 P. Zakharov 2 D. Kovalev | Pabellón: University Sports & Culture Hall, Podgorica Asistencia: 45 espectadores Árbitros: Chris Dodds Vilius Mačiulaitis Uroš Nikolić |  |

| 16 de agosto de 2017, 16:00 | Alemania                                                  | 61–68                | Estonia                                            | |  |
|                             | Parciales: 16–10, 12–10, 18–13, 15–35                     |                      |                                                    | |  |
|                             | Estadísticas T. Lanmuller 20 R. Caisin 8 L. Van Slooten 5 | Reporte Pts Reb Asts | Estadísticas 20 K. Kriisa 10 K. Lootus 5 K. Kriisa | Pabellón: University Sports & Culture Hall, Podgorica Asistencia: 90 espectadores Árbitros: Miguel Ángel Pérez Niz Bojan Jovanić Luka Kardum |  |

| 16 de agosto de 2017, 18:15 | Israel                                             | 74–66                | Suecia                                                 | |  |
|                             | Parciales: 13–11, 17–13, 16–23, 28–19              |                      |                                                        | |  |
|                             | Estadísticas D. Avdija 21 D. Avdija 16 D. Avdija 7 | Reporte Pts Reb Asts | Estadísticas 16 A. Brzezinski 9 E. Kall 3 H. Bergstrom | Pabellón: University Sports & Culture Hall, Podgorica Asistencia: 88 espectadores Árbitros: Radomir Vojinović Alexey Chudin Haydn Jones |  |

| 16 de agosto de 2017, 20:30 | Finlandia                                         | 49–65                | Italia                                                   | |  |
|                             | Parciales: 8–18, 11–17, 12–21, 18–9               |                      |                                                          | |  |
|                             | Estadísticas T. Suokas 8 P. Blomgren 8 E. Uitto 4 | Reporte Pts Reb Asts | Estadísticas 18 N. Mannion 10 A. Del Chiaro 3 N. Mannion | Pabellón: University Sports & Culture Hall, Podgorica Asistencia: 29 espectadores Árbitros: Ademir Zurapović Pavel Fuska Alexander Romanov |  |

#### Semifinales del 13.eɽ–16.º lugares
| 18 de agosto de 2017, 13:45 | Finlandia                                               | 62–75                | Alemania                                                    | |  |
|                             | Parciales: 12–24, 15–17, 18–24, 17–10                   |                      |                                                             | |  |
|                             | Estadísticas E. Uitto 15 E. Sajantila 10 E. Sajantila 5 | Reporte Pts Reb Asts | Estadísticas 19 T. Lanmuller 9 A. Hukporti 5 L. Van Slooten | Pabellón: University Sports & Culture Hall, Podgorica Asistencia: 22 espectadores Árbitros: Fernando Calatrava Chris Dodds Mārtiņš Kozlovskis |  |

| 18 de agosto de 2017, 16:00 | Suecia                                               | 79–76                | Rusia                                                      | |  |
|                             | Parciales: 21–27, 19–20, 17–14, 13–9 (T.E.: 9–6)     |                      |                                                            | |  |
|                             | Estadísticas A. Brzezinski 16 E. Kall 13 D. George 3 | Reporte Pts Reb Asts | Estadísticas 14 V. Lakhin 20 D. Kadoshnikov 9 V. Markovich | Pabellón: University Sports & Culture Hall, Podgorica Asistencia: 56 espectadores Árbitros: Ademir Zurapović Vilius Mačiulaitis Radomir Vojinović |  |

#### Semifinales del 9º–12º lugar
| 18 de agosto de 2017, 20:30 | Italia                                              | 65–53                | Estonia                                             | |  |
|                             | Parciales: 18–10, 17–15, 16–13, 14–15               |                      |                                                     | |  |
|                             | Estadísticas N. Mannion 22 N. Mannion 8 M. Schina 3 | Reporte Pts Reb Asts | Estadísticas 13 K. Kitsing 11 K. Lootus 6 K. Kriisa | Pabellón: University Sports & Culture Hall, Podgorica Asistencia: 68 espectadores Árbitros: Bojan Jovanić Alexey Chudin Pavel Fuska |  |

| 18 de agosto de 2017, 18:15 | Israel                                           | 59–70                | Eslovenia                                        | |  |
|                             | Parciales: 9–15, 18–24, 11–19, 21–12             |                      |                                                  | |  |
|                             | Estadísticas R. Hayun 12 D. Avdija 8 D. Avdija 4 | Reporte Pts Reb Asts | Estadísticas 22 G. Glas 10 R. Radovic 7 Z. Samar | Pabellón: University Sports & Culture Hall, Podgorica Asistencia: 55 espectadores Árbitros: Lorenzo Baldini Haydn Jones Alexander Romanov |  |

#### Partido por el 15º lugar
| 19 de agosto de 2017, 11:30 | Finlandia                                             | 69–65                | Rusia                                                    | |  |
|                             | Parciales: 15–13, 18–14, 12–16, 24–22                 |                      |                                                          | |  |
|                             | Estadísticas M. Amzil 16 T. Exaucia 10 E. Sajantila 4 | Reporte Pts Reb Asts | Estadísticas 14 I. Sorokin 11 P. Zakharov 5 V. Markovich | Pabellón: University Sports & Culture Hall, Podgorica Asistencia: 11 espectadores Árbitros: Andrei Sharapa Pavel Fuska Bojan Jovanić |  |

#### Partido por el 13.eɽlugar
| 19 de agosto de 2017, 16:00 | Alemania                                                     | 77–44                | Suecia                                                   | |  |
|                             | Parciales: 20–6, 21–16, 17–15, 19–7                          |                      |                                                          | |  |
|                             | Estadísticas T. Lanmuller 24 A. Hukporti 11 L. Van Slooten 4 | Reporte Pts Reb Asts | Estadísticas 8 H. Bergstrom 7 P. Larsson 2 A. Lorentsson | Pabellón: Sports Center Moraca, Podgorica Asistencia: 34 espectadores Árbitros: Aleksandar Glišić Luka Kardum Radomir Vojinović |  |

#### Partido por el 11º lugar
| 19 de agosto de 2017, 13:45 | Estonia                                             | 78–85                | Israel                                            | |  |
|                             | Parciales: 19–26, 33–23, 15–12, 11–24               |                      |                                                   | |  |
|                             | Estadísticas K. Kitsing 19 K. Lootus 11 K. Kriisa 4 | Reporte Pts Reb Asts | Estadísticas 35 R. Hayun 19 D. Avdija 7 D. Avdija | Pabellón: University Sports & Culture Hall, Podgorica Asistencia: 44 espectadores Árbitros: Alexey Chudin Apostolos Kalpakas Uroš Nikolić |  |

#### Partido por el 9º lugar
| 19 de agosto de 2017, 13:45 | Italia                                                  | 73–47                | Eslovenia                                           | |  |
|                             | Parciales: 14–12, 21–12, 15–8, 21–13                    |                      |                                                     | |  |
|                             | Estadísticas N. Mannion 18 A. Del Chiaro 9 N. Mannion 8 | Reporte Pts Reb Asts | Estadísticas 6 R. Radovic 8 K. Smrekar 2 R. Radovic | Pabellón: Sports Center Moraca, Podgorica Asistencia: 22 espectadores Árbitros: Chris Dodds Haydn Jones Uroš Nikolić |  |

## Clasificación final
– Clasifican al Mundial 2018.
     – Desciende a la División B.
| Pos.              | Equipo     | Balance |
| ----------------- | ---------- | ------- |
| Medalla de oro    | Francia    | 7–0     |
| Medalla de plata  | Montenegro | 5–2     |
| Medalla de bronce | Serbia     | 5–2     |
| 4º                | Croacia    | 2–5     |
| 5º                | Turquía    | 4–3     |
| 6º                | Lituania   | 4–3     |
| 7º                | España     | 4–3     |
| 8º                | Letonia    | 3–4     |
| 9º                | Italia     | 5–2     |
| 10º               | Eslovenia  | 5–2     |
| 11º               | Israel     | 4–3     |
| 12º               | Estonia    | 1–6     |
| 13º               | Alemania   | 4–2     |
| 14º               | Suecia     | 1–6     |
| 15º               | Finlandia  | 1–6     |
| 16º               | Rusia      | 1–6     |